# Млечник лиловеющий
Млечником лиловеющим также называют вид Lactarius uvidus.
Мле́чник лилове́ющий (лат. Lactárius violáscens) — вид грибов, включённый в род Млечник (Lactarius) семейства Сыроежковые (Russulaceae). Подобно многим млечникам, считается условно-съедобным грибом.

## Описание
Шляпка достигает 8—15 см в диаметре, мясистая, уже у молодых грибов с вдавленным центром, затем воронковидная, окрашена в тёмные сиреневато-коричневые тона, с ясно выраженными концентрическими зонами, при повреждении быстро лиловеющая, обычно сухая, во влажную погоду клейко-слизистая.
Пластинки нисходящие на ножку, сравнительно редкие, у молодых грибов беловато-кремовые, затем становятся жёлто-бурыми, при прикосновении лиловеют.
Ножка до 5—10 см длиной, ровная, цилиндрическая, полая, кремовая.
Мякоть белая, плотная, на воздухе заметно лиловеющая, с водянисто-белым млечным соком. Вкус мякоти островато-горький, сок сначала почти пресный, затем также остро-горький.
Споровый порошок кремового цвета. Споры (8)8,5—9,5(11)×(6,5)7—8,5(10) мкм, широкоэллиптические до почти шаровидных, с высокой бородавчато-хребтоватой орнаментацией.

### Сходные виды
- Lactarius luridus (Pers.) Gray, 1821 — Млечник грязно-бурый — отличается водянисто-пятнистой влажной шляпкой, медленно лиловеющей при повреждении.
- Lactarius uvidus (Fr.) Fr., 1838 — Млечник влажный — образует микоризу с хвойными деревьями, отличается сильно слизистой по крайней мере в сырую погоду шляпкой без концентрических зон.

## Экология
Вид широко распространён в Евразии однако встречается нечасто, приурочен к широколиственным породам (таким как дуб, граб), произрастает в лиственных и смешанных лесах, относится к бореальным и неморальным видам.

## Таксономия

### Синонимы
- Agaricus violascens J.Otto, 1816basionym
- Galorrheus violascens (J.Otto) P.Kumm., 1871
- Lactarius uvidus var. violascens (J.Otto) Quél., 1888
- Lactifluus violascens (J.Otto) Kuntze, 1891